# Gerald Perry Finnerman
Gerald Perry Finnerman, né le 17 décembre 1931 à Los Angeles, Californie (États-Unis) et mort le 6 avril 2011 dans la même ville, est un directeur de la photographie et réalisateur américain .

## Filmographie

### comme directeur de la photographie
- 1962 : Le Virginien ("The Virginian") (série télévisée)
- 1968 : Dernière mission à l'Est (The Sunshine Patriot)  de Joseph Sargent (TV)
- 1969 : L'Homme perdu (The Lost Man)
- 1970 : La Chasse infernale (Hunters Are for Killing) (TV)
- 1970 : Appelez-moi monsieur Tibbs (They Call Me MISTER Tibbs!)
- 1970 : Barquero
- 1971 : Brother John
- 1971 : Hitched (en) (TV)
- 1971 : Enlèvement par procuration (See the Man Run) (TV)
- 1973 : Genesis II (TV)
- 1973 : SSSSSSS
- 1973 : Opération Hong Kong (en) (That Man Bolt)
- 1974 : Welcome to Arrow Beach (en)
- 1974 : La Planète des singes ("Planet of the Apes") (série télévisée)
- 1975 : The Turning Point of Jim Malloy (TV)
- 1975 : The First 36 Hours of Dr. Durant (TV)
- 1975 : Gone with the West (en)
- 1977 : In the Glitter Palace (TV)
- 1977 : Tabitha (série télévisée)
- 1977 : Quark (série télévisée)
- 1977 : Corey: For the People (TV)
- 1977 : Kill Me If You Can (es) (TV)
- 1977 : The Last Hurrah (en) (TV)
- 1978 : L'Île fantastique ("Fantasy Island") (série télévisée)
- 1978 : Keefer (TV)
- 1978 : Go West, Young Girl (TV)
- 1978 : Ziegfeld: The Man and His Women (en) (TV)
- 1978 : Barghast : Les chiens de l'enfer (en) (Devil Dog: The Hound of Hell) (TV)
- 1979 : Salvage 1 (en) (série télévisée)
- 1979 : Tant qu'il y aura des hommes ("From Here to Eternity") (feuilleton TV)
- 1979 : The Legend of the Golden Gun (en) (TV)
- 1980 : Tant qu'il y aura des hommes ("From Here to Eternity") (série télévisée)
- 1980 : The Dream Merchants (TV)
- 1980 : To Find My Son (TV)
- 1981 : Farewell to the Planet of the Apes (TV)
- 1981 : Back to the Planet of the Apes (TV)
- 1981 : Gangster Wars (en)
- 1981 : Chronique des années 30 (en) ("The Gangster Chronicles") (feuilleton TV)
- 1981 : The Ordeal of Bill Carney (TV)
- 1982 : Dangerous Company (TV)
- 1982 : The Gift of Life (TV)
- 1982 : Drop-Out Father (TV)
- 1983 : Cracking Up
- 1983 : En plein cauchemar (Nightmares)
- 1983 : September Gun (TV)
- 1990 : Capital News (série télévisée)
- 1995 : Double Rush (série télévisée)
- 1995 : Too Something (série télévisée)

### comme réalisateur
- 1985 : Clair de lune ("Moonlighting") (série télévisée)